# Simocybe
Simocybe P. Karst. (ciemnoboczniak) – rodzaj grzybów z rodziny ciżmówkowatych (Crepidotaceae). W Polsce występują 4 gatunki.

## Systematyka i nazewnictwo
Pozycja w klasyfikacji według Index Fungorum: Crepidotaceae, Agaricales, Agaricomycetidae, Agaricomycetes, Agaricomycotina, Basidiomycota, Fungi.
Polską nazwę zaproponował w 2003 r. Władysław Wojewoda dla rodzaju Ramicola Velen. Według Index Fungorum rodzaj ten jest obecnie synonimem rodzaju Simocybe.
Gatunki występujące w Polsce:
- Simocybe centunculus (Fr.) P. Karst. 1879 – ciemnoboczniak bukowy
- Simocybe haustellaris (Fr.) Watling 1981 – ciemnoboczniak gałązkowy
- Simocybe reducta (Fr.) P. Karst. 1879 – ciemnoboczniak bursztynowotrzonowy
- Simocybe sumptuosa (P.D. Orton) Singer 1962 – ciemnoboczniak pachnący

Nazwy naukowe na podstawie Index Fungorum. Nazwy polskie według Władysława Wojewody.